# Зинченко, Федосья Яковлевна
Феодосья Яковлевна Зинченко (1914—1961) — советская работница сельского хозяйства, Герой Социалистического Труда.

## Биография
Родилась в 1914 году.
С ранних лет работала на молочном заводе.
Когда началась война — пришла в совхоз «Горняк» (Октябрьский район Ростовской области), работала в поле. Затем работала звеньевой совхоза.
За высокие урожаи в 1946—1948 годов (в 1948 году она собрала урожай пшеницы 30,5 центнеров с гектара) ей было присвоено звание Героя социалистического Труда.
Умерла в 1961 году.

## Награды
- Указом Президиума Верховного Совета СССР от 1 июня 1949 года — за получение высоких урожаев пшеницы и люцерны при выполнении совхозом плана сдачи государству сельскохозяйственной продукции, звеньевой Феодосье Зинченко было присвоено звание Героя Социалистического Труда с вручением ордена Ленина и золотой медали «Серп и Молот».
- Также награждена орденом Трудового Красного Знамени (1954) и медалями.